# Аренсхаген-Дасков
Аренсхаген-Дасков (њем. Ahrenshagen-Daskow) општина је у њемачкој савезној држави Мекленбург-Западна Померанија. Једно је од 64 општинска средишта округа Нордфорпомерн. Према процјени из 2010. у општини је живјело 2.088 становника. Посједује регионалну шифру (AGS) 13057102.

## Географија
Аренсхаген-Дасков се налази у савезној држави Мекленбург-Западна Померанија у округу Нордфорпомерн. Општина се налази на надморској висини од 22 метра. Површина општине износи 58,3 km².

## Становништво
У самом мјесту је, према процјени из 2010. године, живјело 2.088 становника. Просјечна густина становништва износи 36 становника/km².

## Међународна сарадња
| Мјесто | Држава | Врста сарадње | Од    |
| ------ | ------ | ------------- | ----- |
|        | Чешка  | партнерство   | 1992. |
| Извор  |        |               |       |